# Radovan Radović
Pour les articles homonymes, voir Radović.
Radovan Radović (en serbe : Рaдовaн Рaдовић), né le 19 janvier 1936 à Kučevo (royaume de Yougoslavie) et mort le 25 août 2022 à Belgrade (Serbie), est un joueur de basket-ball yougoslave.

## Palmarès
- Finaliste du championnat d'Europe 1961
- Vainqueur des Jeux méditerranéens de 1959
- 3e des Jeux méditerranéens de 1963